# Сяо Чжаое
Ся́о Чжаое́ (кит. трад. 蕭昭業, упр. 萧昭业, пиньинь Xiāo Zhāoyè, 473 — 7 сентября 494) — император южнокитайской империи Ци. Был свергнут, и посмертно понижен в титуле до княжеского: Юйлиньский князь (кит. трад. 鬱林王, упр. 郁林王).

## Биография
Родился в 473 году, когда его прадед Сяо Даочэн был ещё генералом империи Сун. В 479 году Сяо Даочэн вынудил императора передать ему власть, в результате чего прекратила существование империя Сун и начала своё существование империя Ци. После этого император объявил своего старшего сына Сяо Цзэ (деда Сяо Чжаое) наследником престола, а Сяо Чжанмао (отец Сяо Чжаое), который был старшим сыном Сяо Цзэ, получил титул «Наньцзюньского князя» (南郡王). В 482 году Сяо Даочэн скончался, и Сяо Цзэ унаследовал трон; Сяо Чжанмао был объявлен наследником престола, а к его старшему сыну Сяо Чжаое перешёл титул «Наньцзюньский князь». В 493 году Сяо Чжанмао умер, и новым наследником престола был объявлен Сяо Чжаое. Ван Жун попытался устроить заговор, чтобы наследником престола стал Сяо Цзылян (дядя Сяо Чжаое), но заговор был раскрыт Сяо Луанем (двоюродным братом императора). Вскоре император скончался, и Сяо Чжаое унаследовал трон.
Покойный император завещал Сяо Чжаое доверить государственные дела Сяо Цзыляну и Сяо Луаню, но Сяо Чжаое, считая, что Сяо Цзылян был замешан в заговоре Ван Жуна, немедленно предпринял шаги к тому, чтобы оставить за тем лишь церемониальный пост без реальной власти. Сяо Чжаое постоянно нарушал траур по покойному императору, и начал вовсю тратить государственную казну на развлечения и своих приближённых. Сяо Луань пытался его образумить, но вызвал этим лишь подозрения со стороны молодого императора. Осенью 494 года Сяо Чжаое решил убить Сяо Луаня, но Сяо Луань организовал свой контрзаговор, и Сяо Чжаое был убит. Посмертно он был лишён императорского статуса и понижен в титуле до княжеского; на престол был возведён его младший брат Сяо Чжаовэнь.

## Девизы правления
- Лунчан (隆昌) (494)